# Sethiathoppu
Sethiathoppu là một thị xã panchayat của quận Cuddalore thuộc bang Tamil Nadu, Ấn Độ.

## Nhân khẩu
Theo điều tra dân số năm 2001 của Ấn Độ, Sethiathoppu có dân số 7962 người. Phái nam chiếm 52% tổng số dân và phái nữ chiếm 48%. Sethiathoppu có tỷ lệ 72% biết đọc biết viết, cao hơn tỷ lệ trung bình toàn quốc là 59,5%: tỷ lệ cho phái nam là 80%, và tỷ lệ cho phái nữ là 64%. Tại Sethiathoppu, 10% dân số nhỏ hơn 6 tuổi.